# Кудара
Кудара (рос. Кудара) — село Кабанського району, Бурятії Росії. Входить до складу Сільського поселення Байкало-Кударинське.
Населення — 2058 осіб (2015 рік).